# Paul-Mounged El-Hachem
Paul-Mounged El-Hachem (* 8. September 1934 in Akoura, Libanon; † 7. Oktober 2022 in Byblos, Libanon) war ein libanesischer Geistlicher und maronitischer Erzbischof.

## Leben
El-Hachem empfing am 28. März 1959 die Priesterweihe im maronitischen Ritus und wirkte zunächst seelsorglich im Libanon. Nach seiner Lehrtätigkeit an der theologischen Fakultät in Beirut und seiner pastoralen Tätigkeit, ebenfalls in der libanesischen Hauptstadt, leitete er von 1967 bis 1970 die Programme der arabischen Abteilung von Radio Vatikan. Von 1970 bis 1978 wurde er in die Kommission für soziale Kommunikation berufen und übernahm später die Posten des stellvertretenden Direktors des Pressebüros des Heiligen Stuhls und des Direktors der Vatikanischen Filmbibliothek (heute Filmoteca).
Papst Johannes Paul II. verlieh ihm am 11. Dezember 1978 den Ehrentitel Kaplan Seiner Heiligkeit (Monsignore).
Von 1978 bis 1995 arbeitete er im Büro für katholische Organisationen des Staatssekretariats. Außerdem war er Mitglied der Delegation des Heiligen Stuhls bei der Konferenz von Kairo 1994 und von 1991 bis 2004 Professor für islamisches Recht an der Päpstlichen Lateranuniversität.
Am 10. Juni 1995 berief man El-Hachem zum Nachfolger von Philippe Boutros Chebaya als maronitischen Bischof von Baalbek-Deir El-Ahmar, Libanon. Die Bischofsweihe spendete ihm am 13. September desselben Jahres der maronitische Patriarch von Antiochia Nasrallah Pierre Kardinal Sfeir; Mitkonsekratoren waren Boutros Gemayel, maronitischer Erzbischof von Zypern, und Roland Aboujaoudé, Weihbischof im maronitischen Patriarchat von Antiochia.
Er war Mitglied des Päpstlichen Rates für den interreligiösen Dialog und Berater der früheren Päpstlichen Räte Cor Unum und für die Laien. Er war auch Vorsitzender der Bischöflichen Kommission der Versammlung der Patriarchen und katholischen Bischöfe des Libanon für die islamisch-christlichen Beziehungen und für die libanesischen Emigranten in der Welt sowie Delegierter des genannten Rates im Päpstlichen Komitee für internationale eucharistische Kongresse.
Mit Wirkung vom 27. August 2005 ernannte Papst Benedikt XVI. El-Hachem zum Titularerzbischof von Darnis. Am selben Tag wurde El-Hachem vom Papst zum apostolischen Nuntius für Kuwait, Bahrain, Jemen, Katar sowie zum apostolischen Delegaten auf der Arabischen Halbinsel, ab 2007 Vereinigten Arabischen Emirate, berufen. Sein Nachfolger in Baalbek wurde Simon Atallah.
2009 wurde seinem altersbedingten Rücktrittsgesuch durch Papst Benedikt XVI. stattgegeben. Paul-Mounged El-Hachem starb am 7. Oktober 2022 im Alter von 88 Jahren.